# فرانسيسكو روكا
فرانسيسكو روكا (بالإيطالية: Francesco Rocca)‏ هو لاعب كرة قدم ومدرب كرة قدم إيطالي في مركز الدفاع، ولد في 2 أغسطس 1954 في سان فيتو رومانو في إيطاليا. شارك مع منتخب إيطاليا تحت 21 سنة لكرة القدم ومنتخب إيطاليا لكرة القدم. أما مع النوادي، فقد لعب مع نادي روما.

## وصلات خارجية
- فرانسيسكو روكا على موقع الاتحاد الدولي (مؤرشف)  (الإنجليزية)
- فرانسيسكو روكا على موقع قاعدة بيانات كرة القدم.إي يو (الإنجليزية)
- فرانسيسكو روكا على موقع ناشيونال فوتبول تيمز (الإنجليزية)
- فرانسيسكو روكا على موقع أوليمبيديا (الإنجليزية)